# Галоян Галуст Анушаванович
Галуст Анушаванович Галоя́н (1 березня 1927, село Покр Парні, тепер село Анушаван марзу Ширак, Вірменія — 22 серпня 2003, місто Єреван, Вірменія) — вірменський радянський вчений, секретар ЦК КП Вірменії, віцепрезидент Академії наук Вірменської РСР. Депутат Верховної ради Вірменської РСР. Кандидат історичних наук (1955), доктор історичних наук (1963), професор (1964). Член-кореспондент Академії наук Вірменської РСР (1971), академік Академії наук Вірменської РСР (Національної академії наук Республіки Вірменії) (1982).

## Життєпис
У 1945—1950 роках — студент факультету міжнародних відносин Єреванського державного університету.
Член ВКП(б) з 1946 року.
У 1948—1952 роках — інструктор Єреванського міського комітету ЛКСМ Вірменії; секретар комітету комсомолу Єреванського державного університету; 1-й секретар Кіровського районного комітету ЛКСМ Вірменії міста Єревана; секретар ЦК ЛКСМ Вірменії.
У 1952—1955 роках — слухач Академії суспільних наук при ЦК КПРС у Москві.
У 1955—1958 роках — старший науковий співробітник, у 1958—1963 роках — заступник директора із наукової роботи Вірменської філії Інституту марксизму-ленінізму при ЦК КПРС.
Одночасно з 1960 по 1980 рік — на викладацькій роботі в Єреванському державному університеті, у Вірменському державному педагогічному інституті імені Абовяна та інших закладах вищої освіти.
У 1963—1979 роках — директор Інституту історії Академії наук Вірменської РСР.
У 1979—1986 роках — академік-секретар Академії наук Вірменської РСР.
Одночасно з 1979 року — член президії Академії наук Вірменської РСР, з 1982 року — голова редакційно-видавничої ради Академії наук Вірменської РСР. Обирався головою Вірменського республіканського комітету захисту миру.
У 1986—1988 роках — віцепрезидент Академії наук Вірменської РСР.
13 вересня 1988 — 18 серпня 1990 року — секретар ЦК КП Вірменії з питань ідеології.
У 1990—1994 роках — віцепрезидент Академії наук Вірменської РСР (Національної академії наук Республіки Вірменії).
У 1994—2003 роках — радник президента Національної академії наук Республіки Вірменії.
Основні праці присвячені національно-визвольному руху XVI—XX ст., робітничому руху XIX ст. та національному питанню, історії взаємовідносин народів Росії та Закавказзя, політиці великих держав у питанні Вірменії, встановленню радянського ладу у Вірменії.
Помер 22 серпня 2003 року в місті Єревані.

## Нагороди
- орден Трудового Червоного Прапора
- золота медаль імені Вавілова
- медалі
- Державна премія Вірменської РСР (1985)
- Почесна грамота Президії Верховної ради Вірменської РСР
- Заслужений діяч науки Вірменської РСР (1988)